# Tren Universitario de La Plata
El tren universitario de La Plata es un servicio ferroviario, perteneciente a la Línea General Roca, ubicado en la ciudad de La Plata, capital de la provincia de Buenos Aires, Argentina. Conecta la estación principal de esta ciudad con varias sedes de facultades de la Universidad Nacional de La Plata  y el corredor de circunvalación, sobre la avenida 72.

## Historia

### Primera etapa de obras e inauguración (2013)
El servicio fue inaugurado oficialmente, con la finalización de la primera etapa de las obras proyectadas, el 26 de abril de 2013. Recorre el llamado Paseo del Bosque de la ciudad de La Plata, comunicando la estación de ferrocarril de esta ciudad de la Línea General Roca (LGR) con las distintas facultades de la Universidad de La Plata.
El servicio realizaba, originalmente, un recorrido de 4,6 km, partiendo desde el andén 5 de la estación principal de la capital bonaerense hasta la terminal del Policlínico General San Martín, en avenida 1 y bulevar 72, con cuatro paradas intermedias ubicadas en los alrededores de las facultades de la Universidad de La Plata del «Grupo Bosque».
En 2014, además, se inauguró el micro universitario de La Plata, sumándose así a la red de transportes planificada por esta casa de estudios.

### Segunda etapa: extensión a San Juan de Dios (2020-2023)

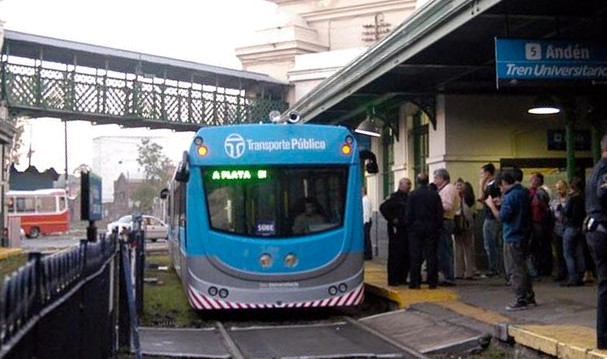
Formación del ferrobús, utilizado cuando se inauguró el servicio en 2013.

El 14 de marzo de 2020 se firmó un acuerdo entre la Universidad Nacional de La Plata y el Ministerio de Transporte Nacional para proyectar y concretar la segunda etapa de la obra proyectada y, de esta forma, extender el servicio hasta la localidad de Los Hornos, en el suroeste de la ciudad de La Plata, agregando cuatro paradas al recorrido original inaugurado en 2013.
La aprobación para el inicio de las obras se produjo el 18 de noviembre de 2020. Una vez oficializada la adjudicación de la constructora, en diciembre de 2021 comenzó la construcción para adecuar el recorrido de las cuatro nuevas paradas, que extendió la traza para sumar otros 3,8 km y totalizar cerca de 9 km de recorrido.
Las obras de la extensión de la segunda etapa fueron inauguradas el 18 de septiembre de 2023, con un acto oficial desarrollado en la nueva estación terminal del servicio, intersección de las avenidas 72 y 25, la Parada Hospital San Juan de Dios.

### Tercera etapa: ampliación a Los Hornos y Ensenada (2024-2025)
Las autoridades de la Universidad Nacional de La Plata firmaron un acuerdo con la empresa Trenes Argentinos para concretar la extensión del recorrido desde la Parada Hospital San Juan de Dios hasta los Talleres Ferroviarios de la Estación Gambier utilizando las vías en desuso del ex Ferrocarril Provincial de Buenos Aires sobre la avenida de circunvalación. La nueva estación terminal está proyectada para emplazarse en la esquina de las avenidas 137 y 52, del barrio de Los Hornos, adicionando tres paradas intermedias en el Cementerio de La Plata (diagonal 74 y bulevar 81), en la esquina de las avenidas 31 y 66 y, por último, en la intersección de 31 y 60.
El convenio prevé, además, la posibilidad de diseñar una nueva extensión del servicio del Universitario hacia el Puerto de La Plata, entre la Estación La Plata de la Línea General Roca y la Estación Destilería de la vecina localidad de Ensenada, con dos nuevas paradas intermedias.

## Material rodante
Los coches utilizados al inaugurarse el servicio fueron del tipo ferrobús, con diseños basados en carrocerías de autobús y equipados con motores diésel FIAT de 1.7 cc. Estos vehículos fueron fabricados y armados por la constructora TecnoTren, una empresa local que desarrolló un tren concebido para funcionar sobre vías en desuso y en mal estado.
No obstante, esta pequeña formación sufrió varios desperfectos, provocando interrupciones del servicio, lo que motivó que, en 2014, fuera reemplazada por un robusto coche motor de origen sueco, fabricado por NOHAB y perteneciente a la clase 0100 de los ferrocarriles portugueses, que sigue prestando servicio en la actualidad.

## Servicios
A partir de septiembre de 2023, con la inauguración de las segunda etapa de obras, el servicio funciona de lunes a viernes, de 07:10 a 22:44, y los sábados, de 07:19 a 14:41, con frecuencias variables pero sin servicios los días feriados y domingos.